# Барденєво
Барденєво (рос. Барденево) — присілок в Малоярославецькому районі Калузької області Російської Федерації.
Населення становить 16 осіб. Входить до складу муніципального утворення Село Маклино.

## Історія
Від 2004 року входить до складу муніципального утворення Село Маклино.

## Населення
| 2002 | 2010 |
| ---- | ---- |
| 17   | ↘16  |